# Bernd Dobermann
Bernd Dobermann (* 9. August 1944 in Leipzig; † 2. Februar 2022 ebenda) war ein deutscher Fußballspieler. In der höchsten Spielklasse des DDR-Fußballs, der Oberliga, spielte er für die BSG Chemie Leipzig und den FC Vorwärts Frankfurt/Oder. Er wurde zweimal in der Fußballnationalmannschaft der DDR eingesetzt.

## Sportliche Laufbahn

### Gemeinschafts- und Clubstationen
Von den vielen Stationen in der Fußballkarriere von Bernd Dobermann stand die BSG Medizin Mitte Leipzig am Anfang. Dort erhielt er seine erste Ausbildung zum Fußballspieler, ehe er 1962 mit 18 Jahren zum Oberligisten SC Lokomotive Leipzig wechselte. Dort spielte er ein Jahr lang bei den Junioren und in der Reservemannschaft. Anschließend meldete sich Dobermann bei der BSG Lokomotive Ost Leipzig an, mit der er von 1963 bis 1966 in der drittklassigen Bezirksliga Leipzig spielte. Die BSG Aktivist Böhlen war Dobermanns nächste Station, wo er in der Saison 1966/67 im Aufgebot des DDR-Liga-Aufsteigers stand. Nach dem Abstieg der Böhlener ging Dobermann zurück nach Leipzig, wo er sich wieder seiner früheren Mannschaft anschloss, die sich inzwischen vom SC Lok zur BSG Chemie gewandelt hatte. Mit 23 Jahren platzte nun endlich der Knoten bei ihm, bereits in der ersten Saison erkämpfte er sich als Verteidiger einen Stammplatz in der Oberligamannschaft.
Im November 1970 wurde Dobermanns Oberligakarriere, in der bis dahin 63 Partien zu Buche standen, durch den Einzug zum Armeedienst unterbrochen. Er wurde in die Lausitz eingezogen, konnte aber bei der dortigen ASG Vorwärts Cottbus in der DDR-Liga weiter Fußball spielen. Dies tat er offensichtlich mit großem Erfolg, denn zu Beginn der Saison 1971/72 wurde Dobermann zum zentralen Armeeklub FC Vorwärts Frankfurt/Oder delegiert. Er absolvierte in dieser Spielzeit 21 Oberligaspiele und wechselte im Sommer 1972 zurück zur ASG Vorwärts Cottbus in die Liga.
Nach seiner Entlassung aus dem Armeedienst kehrte Dobermann erneut nach Leipzig zurück. Inzwischen 29 Jahre alt gab es für kein zurück mehr in die Oberliga, er schloss sich der BSG Rotation 1950 Leipzig an, die gerade in die DDR-Liga aufgestiegen war. Da die Mannschaft aber nach einem Jahr bereits wieder abstieg, verbrachte Dobermann den Rest seiner Fußballlaufbahn in der drittklassigen Bezirksliga Leipzig. 1978 beendete Dobermann endgültig seine aktive Laufbahn.

### Auswahleinsätze
In seiner zweiten Erstligaspielzeit steigerte er seine Form in solcher Weise, dass DDR-Nationaltrainer Harald Seeger auf ihn aufmerksam wurde. Seeger suchte 1969 auf dem Weg zur Qualifikation zur Fußballweltmeisterschaft 1970 nach Alternativen zu seiner Stammelf und setzte den knapp 25-jährigen Dobermann in Vorbereitung auf die entscheidenden Qualifikationsspiele gegen Wales und Italien am 9. Juli 1969 in dem Länderspiel gegen Ägypten ein. Bei dem 7:0-Sieg spielte er auf seiner Stammposition als rechter Verteidiger. Auch nach der verpassten WM-Qualifikation versuchte es Seeger in seinem letzten Spiel als Nationaltrainer am 19. Dezember 1969 erneut gegen Ägypten noch einmal mit Dobermann. Nachdem anschließend Georg Buschner die Nationalmannschaft übernommen hatte, wurde Dobermann nicht weiter berücksichtigt.
Obwohl dem Alter eines Nachwuchsspielers bereits entwachsen, wurde der Chemie-Akteur 1969 auch in der ostdeutschen U-23-Auswahl eingesetzt. Er lief zwischen April und September dieses Jahres in Partien gegen Rumänien, Bulgarien und Polen auf.

## Weiterer Werdegang
Für einige Jahre im Anschluss an seine Laufbahn als Spieler war Dobermann noch als Trainer tätig, nachdem er schon während seiner Zeit bei Vorwärts Cottbus die SG Frischauf Briesen angeleitet hatte. So wirkte der Ex-Nationalspieler beim Nachwuchs der BSG Chemie Leipzig sowie bei den unterklassigen Leipziger Mannschaften Stahl Südwest und SV 1910. Am 2. Februar 2022 verstarb Bernd Dobermann im Alter von 77 Jahren.